# Tove Jansson
Tove Marika Jansson ( pronunțare (ajutor·info); n. 9 august 1914 – d. 27 iunie 2001) a fost o  scriitoare, pictoriță, ilustratoare și autoare de benzi desenate finlandeză de limbă suedeză. Este cunoscută mai ales pentru cărțile cu Mumini, o familie de spiriduși nordici, albi și rotofei, cu bot mare, care seamănă cu niște mici hipopotami. Diverse alte personaje au fost introduse în decursul timpului. 